# Cantón de Heredia
Heredia es el cantón primero de la provincia de Heredia, Costa Rica.
Su capital es la ciudad de Heredia, que además es la cabecera de la provincia del mismo nombre. El cantón, excepto el distrito Varablanca, forma parte de la Gran Área Metropolitana del Valle Central.
En la parte sur del cantón se localizan las zonas industriales: La Valencia y el Barreal, las cuales representan un 9% del área cantonal; lo mismo que las instalaciones del Centro Nacional de Distribución de Alimentos (CENADA); así como el Hospital San Vicente de Paúl y la Clínica Dr. Francisco Bolaños.
En este lugar se encuentra el polideportivo Bernardo Benavides; al igual que los monumentos nacionales como el Antiguo Fortín y la casa de Alfredo González Flores, exdiputado y expresidente de la república, el monumento histórico y cultural del Liceo de Heredia; la edificación ubicada sobre la avenida central cita al costado oeste de la casa de González Flores declarada monumento de interés arquitectónico y el edificio de la Gobernación, Correos, Telégrafos declarado reliquia de interés histórico y arquitectónico.
Las primeras actividades agropecuarias de la parte sur del cantón son el cultivo del café y la ganadería, esta última se localiza en pequeños sectores de la misma. En el distrito Varablanca es la ganadería de leche principalmente.

## Historia
El Cantón de Heredia estuvo habitado por poblaciones indígenas del Reino Huetar de Occidente, algo que a finales de la era precolombina estuvieron bajo el dominio del Cacique Garabito. 
En 1706 los emigrantes de Cartago fundaron una ermita como ayuda de parroquia en el paraje de Elvirilla, realizándose el espontáneo poblamiento de la zona. Entre 1716 y 1717 se trasladó la ermita hacia el norte, al sitio que los nativos llamaban Cubujuquí. En 1736 se erigió en parroquia la ermita de la Inmaculada Concepción de Cubujuquí.
En 1751 Monseñor Pedro Agustín Morel de Santa Cruz, Obispo de Nicaragua y Costa Rica fundó la primera escuela en Cubujuquí y la instaló bajo la dirección de un sacerdote. En 1845 funcionó el colegio del Padre Paúl. En 1875 inicio lecciones el primer colegio de San Agustín que funcionó por cuatro años, luego se reabrió de 1884 a 1886 y de 1904 a 1914 se estableció como Liceo de Heredia; en 1915 dio paso a la Escuela Normal de Costa Rica y posteriormente la Universidad Nacional (UNA).
En 1762 el pueblo de la Inmaculada Concepción de Cubujuquí inició gestiones ante la Real Audiencia de Guatemala para ser erigidio en villa y contar con gobierno municipal propio, y solicitó expresamente que se le diese el nombre de Heredia, ya que el presidente de la Audiencia era Alonso Fernández de Heredia. La Audiencia aprobó la solicitud, pero las ofertas presentadas en la subasta para adquirir los cargos en el primer ayuntamiento fueron mínimas y no se pudo inaugurar la corporación. En 1779, la Audiencia revocó el título de villa, aunque la población mantuvo el nombre de Heredia y popularmente también el de "Villa Vieja", porque el recién formado pueblo de San José, al sur del Virilla, recibía el sobrenombre de La Villita o Villa Nueva. Sin embargo, esta costumbre fue expresamente prohibida por las autoridades en 1801, debido a que el apelativo de villa parecía dar a esas poblaciones una condición jurídica que en realidad no les correspondía.

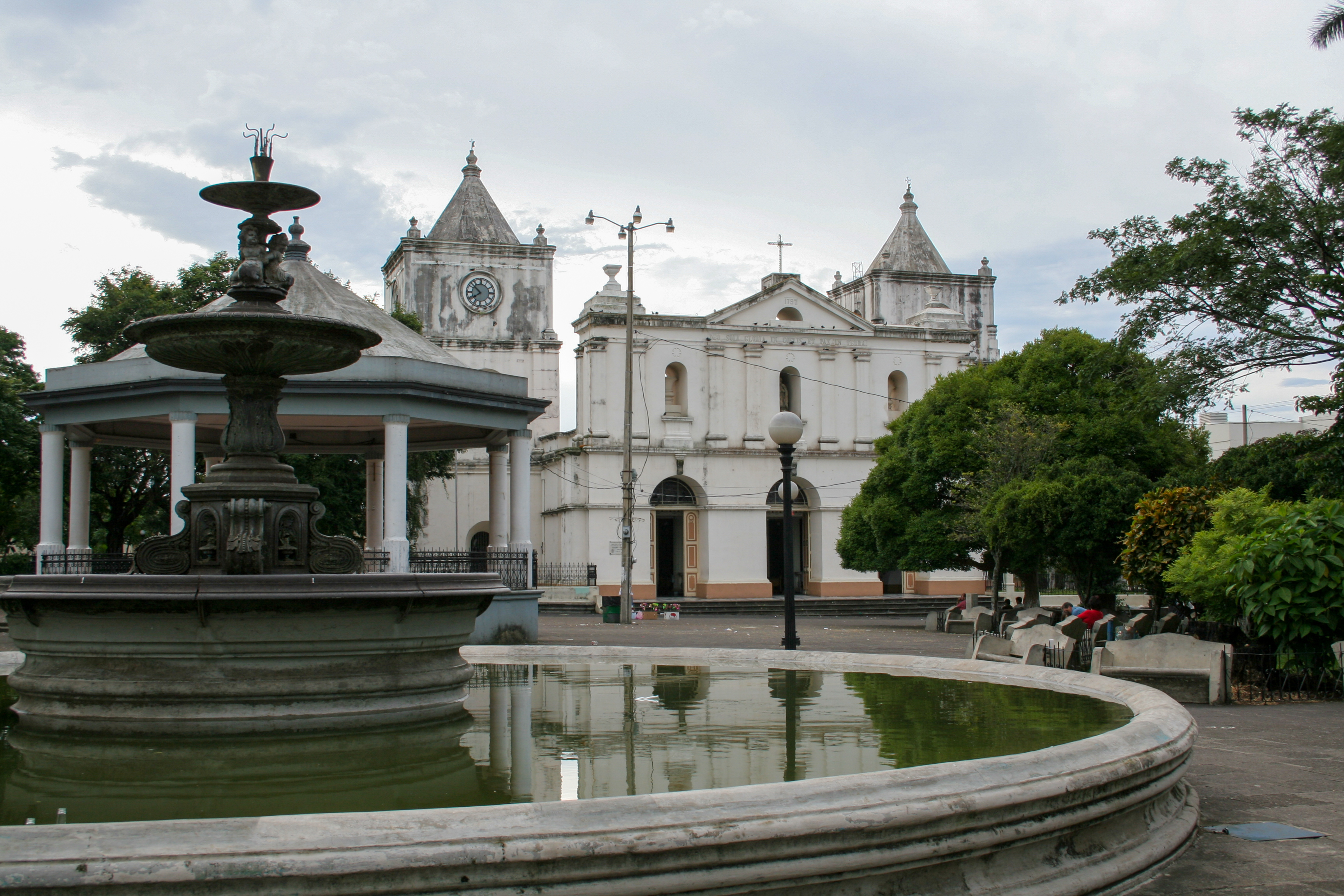
Iglesia parroquial de Heredia, Costa Rica.

EL 31 de octubre de 1797 el cura párroco Félix de Alvarado y Salmnón-Pacheco puso la primera piedra para la construcción de la actual iglesia parroquial de Heredia, una de las más antiguas de Costa Rica.
Instaurado el régimen constitucional con la Constitución de Cádiz, primera que rigió en Costa Rica, el primer Ayuntamiento o municipalidad de Heredia se instaló el 19 de mayo de 1812. En 1813, por gestiones del Diputado costarricense Florencio del Castillo Villagra, las Cortes españolas concedieron a Heredia el título de villa, pero en 1814 fue anulado, como consecuencia de la decisión del rey Fernando VII de dejar sin efecto todo lo actuado por las Cortes. En 1820, poco después de restablecido el régimen constitucional, una ley de las Cortes hizo que Heredia recibió por tercera vez el título de villa.
Heredia, al igual que otras poblaciones de Costa Rica, proclamó en 1821 la independencia absoluta del gobierno español. De 1822 a 1823 la población se mantuvo separada de Costa Rica y sujeta a las autoridades de León, Nicaragua, que habían proclamado la unión incondicional al Imperio Mexicano. Al producirse en abril de 1823 la guerra civil entre republicanos y monárquicos costarricenses, Heredia intervino en favor de la causa monárquica y atacó y ocupó la población de Alajuela, mayoritariamente republicana, pero depuso las armas sin lucha a los pocos días, después de que el caudillo republicano Gregorio José Ramírez y Castro derrotó a los monárquicos cartagineses en la batalla de Ochomogo, tomó Cartago e intimó a los heredianos a rendirse. Después de estos hechos, Heredia se reincorporó a Costa Rica, y aunque fue invitada a enviar representantes al Congreso constituyente de Nicaragua, pero no lo hizo.
El 11 de noviembre de 1824, durante el gobierno del primer jefe de Estado Juan Mora Fernández, el Congreso Constituyente de Costa Rica concedió a Heredia el título de ciudad.
En agosto de 1835, al ser derogada la Ley de la Ambulancia, Heredia se convirtió en sede de los Poderes Legislativo y Conservador y capital del Estado de Costa Rica, aunque los Poderes Ejecutivo y Judicial fueron ubicados en la ciudad de San José. 
En la segunda guerra civil costarricense, llamada Guerra de la Liga, que enfrentó a San José con la sublevación de Cartago, Alajuela y Heredia, ésta tuvo un papel significativo, ya que uno de los principales vecinos de la ciudad, Nicolás Ulloa Soto, fue proclamado Dictador de la Liga y cabeza formal de los insurrectos. Las tropas heredianas y alajuelense ocuparon el llano del Murciélago, al norte de San José, pero se retiraron a de allí al enterarse de que los josefinos habían tomado Cartago. Poco después, las tropas josefinas cruzaron el río Virilla, derrotaron rápidamente a los rebeldes y ocuparon Heredia y Alajuela. A pesar de estos hechos, Heredia conservó la condición de capital de Costa Rica hasta 1838, año en que el jefe de Estado Braulio Carrillo Colina concentró de hecho todos los poderes en San José.
En 1848 la Constitución Política estableció los títulos de provincia, cantón y distrito parroquial. En la ley N.º 36 de 7 de diciembre de 1848 le concedió a Heredia el título de Cantón y le asignó 7 distritos parroquiales.

## Generalidades
Es el primer cantón de la provincia, conformado por los distritos de Heredia, Mercedes, San Francisco, Ulloa y Vara Blanca. El distrito de Vara Blanca está ubicado parcialmente en el centro de la provincia, en las estribaciones del norte del volcán Barva. Su suelo es montañoso y el clima es templado durante casi todo el año. Los otros cuatro distritos se localizan en el extremo sur de la provincia.
El cantón aún mantiene algunas plantaciones de café y se especializa en la producción de fresas, así como en actividades ganaderas en Vara Blanca, donde se elaboran productos como leche, queso, natilla, cajetas, yogur, entre otros.
El cantón de Heredia fue creado en 1848 y en cuanto a su enseñanza educativa tiene muchos valores, pues en su primera escuela de música fundada en 1831, se formó  Manuel María Gutiérrez Flores, compositor de la música del Himno Nacional de Costa Rica y de la Patriótica costarricense; en sus cátedras estudió  Cleto González Víquez y distinguidos personajes de Costa Rica.

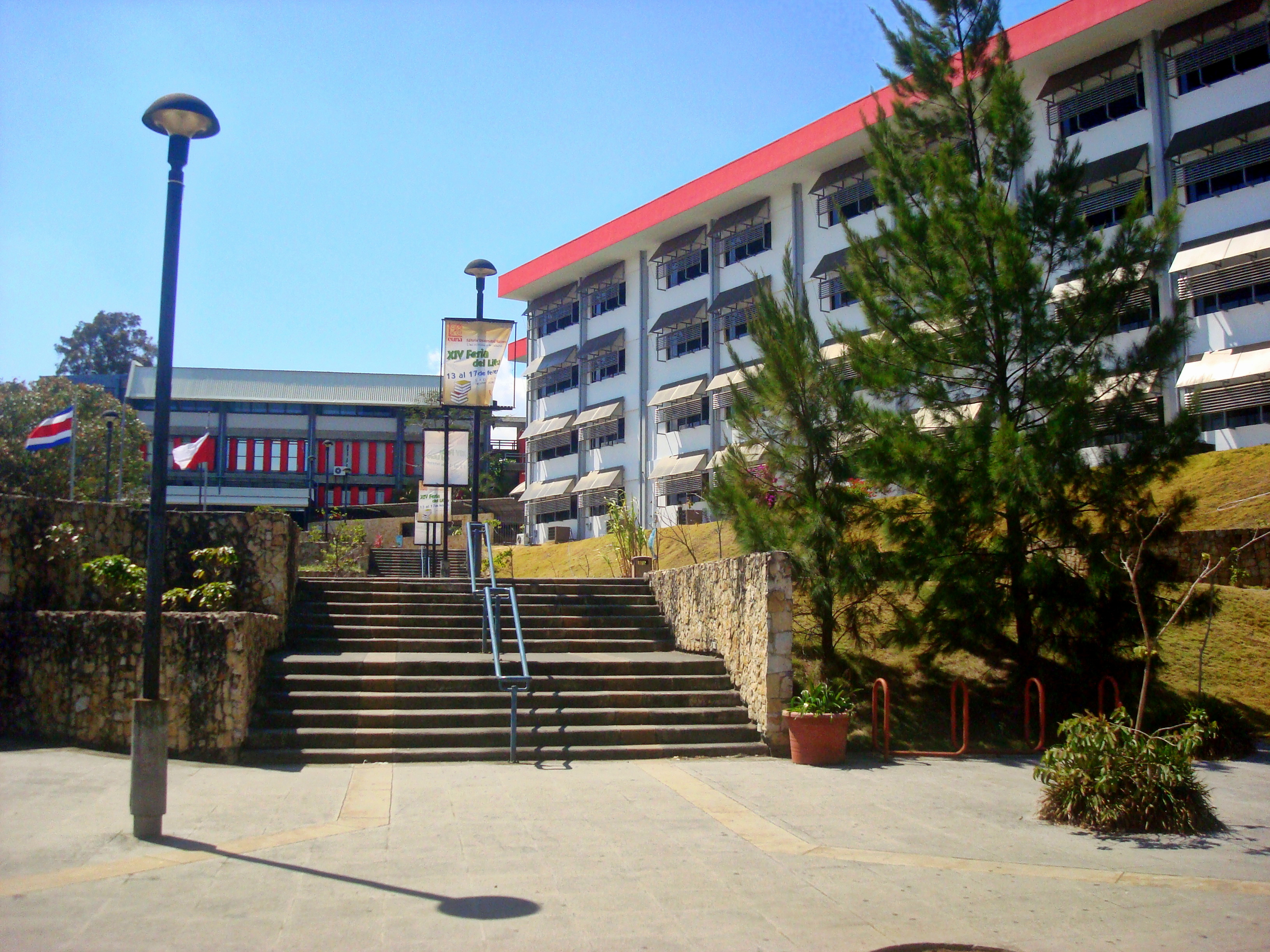
Sede Central de la UNA, Heredia

Este cantón excepto el distrito de Vara Blanca, forma parte de la Gran Área Metropolitana; cuenta con varias zonas industriales en Lagunilla, Barreal y La Aurora. En el cantón se encuentra también las instalaciones del Centro Nacional de Distribución de Alimentos (CENADA), funciona el Hospital San Vicente de Paúl, una Clínica de la Caja Costarricense del Seguro Social, la sede central de la Universidad Nacional de Costa Rica (UNA) y es actualmente casa de una gran cantidad de universidades y clínicas privadas.
La ciudad de Heredia es la capital de cantón y de provincia; dista 10 kilómetros de la ciudad de San José con la cual tiene comunicación vial y ferroviaria. Está situada en los bajos declives del cerro Zurquí y del macizo del Barva, con una temperatura promedio de 20.2 °C. Dentro del centro histórico de la ciudad, se encuentra el templo parroquia Inmaculada Concepción que data del siglo XVIII, el Fortín, la casa de don Alfredo González Flores, expresidente de la República, el Liceo de Heredia, el edificio de gobernación, correos y telégrafos, todos ellos declarados reliquias de interés histórico y arquitectónico.

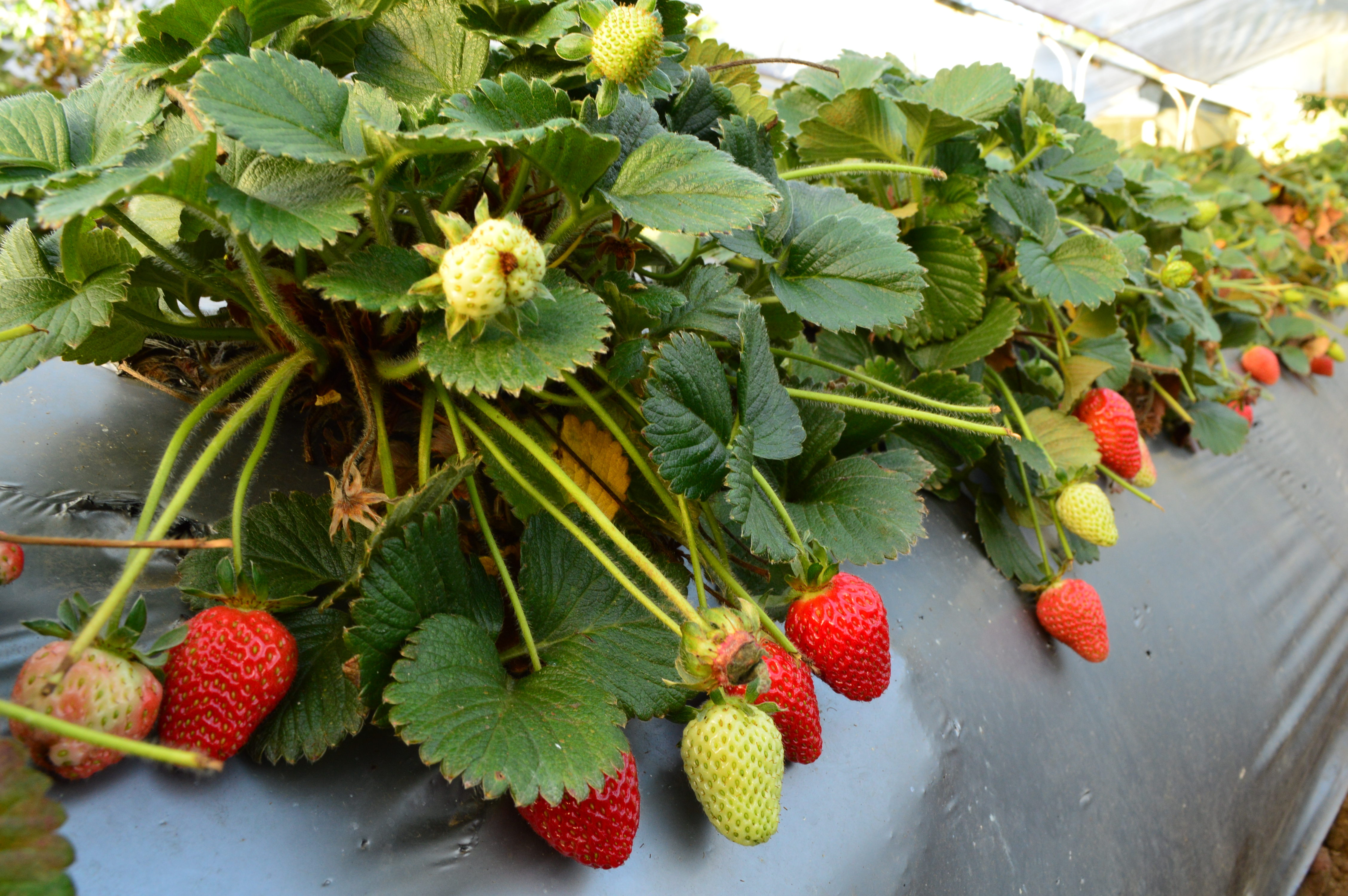
Sembradío de fresas en el distrito Vara Blanca

Algunos de las principales comunidades del cantón central son: Cubujuquí, San Jorge, Santa Inés, Mercedes Norte, Mercedes Sur, Santa Cecilia, Los Lagos, Guararí, Lagunilla, Barreal, Fátima, Corazón de Jesús, La Aurora. En el distrito de Vara Blanca, su cabecera de distrito es la comunidad de mismo nombre, también se encuentran en este distrito las comunidades de San Rafael de Vara Blanca, La Legua y una parte de la Colonia Virgen del Socorro.
El cantón central de Heredia es año a año, sede de muchas actividades culturales. La ciudad de Heredia fue recientemente sede de la Feria Internacional del Libro Universitario donde se recibieron a universidades de distintas partes del mundo que pusieron a disposición de la ciudadanía una gran cantidad de libros a la venta; además todos los años se realizan los tradicionales "Domingos Heredianos por Media Calle" donde la Municipalidad cierra una avenida para destinarla a distintas actividades deportivas, culturales y recreativas para el disfrute de la comunidad. En diciembre la Municipalidad de Heredia organiza un festival de bandas con representaciones de varios puntos de Costa Rica y también representantes internacionales donde se interpretan canciones navideñas las cuales recorren varias calles de la ciudad. En el distrito de Vara Blanca todos los años se realiza la Feria Nacional de la Fresa donde los vecinos de la comunidad y zonas aledañas exponen productos a base de esta fruta elaborados por ellos mismos tales como yogures, vinos, frescos, pasteles, reposterías, etc. así como la presentación de actividades culturales y venta de otro tipo de productos, principalmente hechos allí mismo en la comunidad.

## División administrativa
El cantón de Heredia está dividido en cinco distritos:
- Heredia
- Mercedes
- San Francisco
- Ulloa
- Varablanca

### Cartografía
- Hojas del mapa básico, 1:50.000 (IGN): Abra, Barva, Carrillo, Guápiles, Poás.
- Hojas del mapa básico, 1:10.000 (IGN): Burío, Cubujuquí, Pavas, Real de Pereira, Río Segundo, San Antonio.

## Demografía
Para el año 2022, Cantón de Heredia cuenta con una población estimada de 131 901 habitantes, y para el último censo efectuado, en 2011, Cantón de Heredia contaba con una población de 123 616 habitantes.
De acuerdo al censo nacional del 2011, la población del cantón era de 123 616 habitantes, de los cuales, el 11,3 % nació en el extranjero. El mismo censo destaca que había 35 216 viviendas ocupadas, de las cuales, el 78,2% se encontraba en buen estado y había problemas de hacinamiento en el 3,9% de las viviendas. El 99,7% de sus habitantes vivían en áreas urbanas.
Entre otros datos, el nivel de alfabetismo del cantón es del 99,1%, con una escolaridad promedio de 10,6 años.
El mismo censo detalla que la población económicamente activa se distribuye de la siguiente manera:
- Sector Primario: 1,2%
- Sector Secundario: 23,0%
- Sector Terciario: 75,8%

## Geografía
Cantón de Heredia cuenta con un área de 283,11 km² y una altitud media de 1262 m s. n. m.

### Geología
La parte central del cantón Heredia está constituido geológicamente por rocas de origen volcánico, tales como lavas, tabas y piroclástos; de la época Holoceno, período Cuaternario.

### Geomorfología
La unidad está formada en superficie por rocas volcánicas, principalmente lavas, tabas e ignimbritas cubiertas por ceniza en un espesor variable.

### Hidrografía
El sistema fluvial de la parte sur del cantón Heredia corresponde la Vertiente del Pacífico, el cual pertenece a la cuenca del río Grande de Tárcoles.
Los ríos que drenan el área son el Virilla, Bermúdez con sus afluentes, el río Pirro y la Quebrada Guaria, así como el río Burío con su tributario Quebrada Seca.

## Deportes
En el cantón central de Heredia se encuentra la sede del Club Sport Herediano, equipo de fútbol que juega en la primera división de Costa Rica.
Para las décadas de los 60's, 70's y 80's destacan el Club Deportivo Caribe, Municipal Heredia, Atlético Ortho (Deportivo Jorge Muñoz Corea), Independiente de Barrio Iglesias, Jurgardens C.F (Barrio Chino), Asoc. Club Deportivo La Flor, Club Deportivo Fátima de Heredia, Barrio Corazón de Jesús, Deportivo INVU, A.D. Universidad Nacional, A.D. Barrealeña y Diamante Fútbol Club de Barrio Mercedes.
Estos clubes florenses destacan con mucho éxito en la Liga Nacional e ingresan a la Tercera División por CONAFA, COFA (ACOFA) y (ANAFA). Convirtiéndose en los clubes más tradicionales de la provincia de Heredia. Y se consolidan en el fútbol federado de la (FEDEFUTBOL) en Costa Rica.
- El Palacio de los Deportes se crea en 1988 para los Juegos Deportivos Nacionales en Heredia. Dichas instalaciones disponen de cancha multiuso y piscina olímpica, entre otros.

- Comité Cantonal De Deporte y Recreación de Heredia

## Medios de comunicación
Entre los principales medios de comunicación de Heredia esta la radio comunitaria Radio Victoria, que transmite en la frecuencia 1180 AM y en www.radiovictoria.cr Y el reconocido medio Acontecer Herediano,
 Archivado el 24 de octubre de 2020 en Wayback Machine. .

### Instituciones públicas
- Municipalidad de Heredia
- Empresa de Servicios Públicos de Heredia
- Universidad Nacional de Costa Rica
- PIMA CENADA

### Empresas autobuseras
- Transportes La 400
- Busetas Heredianas
- Ruta Heredia-Guararí
- Ruta Universidad de Costa Rica-Heredia
- Ruta Heredia-Mercedes Norte Archivado el 30 de junio de 2019 en Wayback Machine.

- Datos: Q2610288